# 酸性岩

化学組成による火山岩の分類

酸性岩（さんせいがん、英: acid rock、acidic rock）とは、SiO2含有量（重量%）が66 %以上の岩石。この「酸性」という語は、化学で用いられるのとは意味が異なる。
苦鉄質鉱物（マフィック鉱物）と珪長質鉱物（フェルシック鉱物）の量比から定義された珪長質岩（フェルシック岩）とほぼ同じ意味で用いられることも多いが、定義が異なる。

## 主な酸性岩

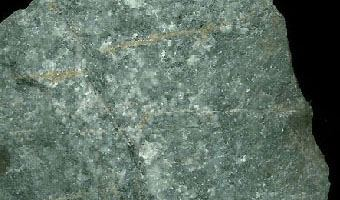
デーサイト
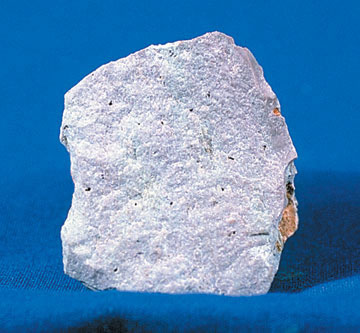
流紋岩
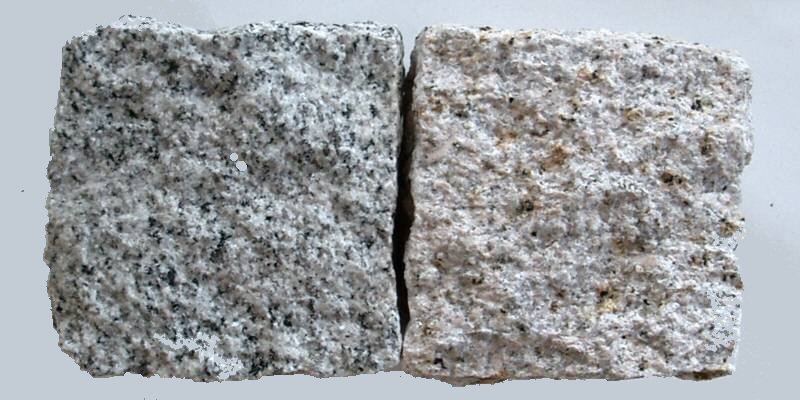
花こう岩